# Молодіжна збірна Йорданії з футболу
Молодіжна збірна Йорданії з футболу — національна молодіжна футбольна збірна Йорданії, що складається у залежності від турніру із гравців віком до 19 або до 20 років. Є джерелом кадрів для підсилення національної збірної Йорданії. Керівництво командою здійснює Йорданська футбольна асоціація. Команда має право участі у юнацькому кубку Азії, у випадку успішного виступу на якому може кваліфікуватися на молодіжний чемпіонат світу до 20 років. Також може брати участь у товариських і регіональних змаганнях.

## Результати на чемпіонатах світу
| Статистика молодіжних чемпіонатів світу | Статистика молодіжних чемпіонатів світу | Статистика молодіжних чемпіонатів світу | Статистика молодіжних чемпіонатів світу | Статистика молодіжних чемпіонатів світу | Статистика молодіжних чемпіонатів світу | Статистика молодіжних чемпіонатів світу | Статистика молодіжних чемпіонатів світу | Статистика молодіжних чемпіонатів світу | Статистика молодіжних чемпіонатів світу |
| Рік                                     | Раунд                                   | Місце                                   | І                                       | В                                       | Н                                       | П                                       | Г+                                      | Г-                                      |                                         |
| --------------------------------------- | --------------------------------------- | --------------------------------------- | --------------------------------------- | --------------------------------------- | --------------------------------------- | --------------------------------------- | --------------------------------------- | --------------------------------------- | --------------------------------------- |
| 1977                                    | Не кваліфікувалась                      | Не кваліфікувалась                      | Не кваліфікувалась                      | Не кваліфікувалась                      | Не кваліфікувалась                      | Не кваліфікувалась                      | Не кваліфікувалась                      | Не кваліфікувалась                      |                                         |
| 1979                                    | Не кваліфікувалась                      | Не кваліфікувалась                      | Не кваліфікувалась                      | Не кваліфікувалась                      | Не кваліфікувалась                      | Не кваліфікувалась                      | Не кваліфікувалась                      | Не кваліфікувалась                      |                                         |
| 1981                                    | Не кваліфікувалась                      | Не кваліфікувалась                      | Не кваліфікувалась                      | Не кваліфікувалась                      | Не кваліфікувалась                      | Не кваліфікувалась                      | Не кваліфікувалась                      | Не кваліфікувалась                      |                                         |
| 1983                                    | Не кваліфікувалась                      | Не кваліфікувалась                      | Не кваліфікувалась                      | Не кваліфікувалась                      | Не кваліфікувалась                      | Не кваліфікувалась                      | Не кваліфікувалась                      | Не кваліфікувалась                      |                                         |
| 1985                                    | Не кваліфікувалась                      | Не кваліфікувалась                      | Не кваліфікувалась                      | Не кваліфікувалась                      | Не кваліфікувалась                      | Не кваліфікувалась                      | Не кваліфікувалась                      | Не кваліфікувалась                      |                                         |
| 1987                                    | Не кваліфікувалась                      | Не кваліфікувалась                      | Не кваліфікувалась                      | Не кваліфікувалась                      | Не кваліфікувалась                      | Не кваліфікувалась                      | Не кваліфікувалась                      | Не кваліфікувалась                      |                                         |
| 1989                                    | Не кваліфікувалась                      | Не кваліфікувалась                      | Не кваліфікувалась                      | Не кваліфікувалась                      | Не кваліфікувалась                      | Не кваліфікувалась                      | Не кваліфікувалась                      | Не кваліфікувалась                      |                                         |
| 1991                                    | Не кваліфікувалась                      | Не кваліфікувалась                      | Не кваліфікувалась                      | Не кваліфікувалась                      | Не кваліфікувалась                      | Не кваліфікувалась                      | Не кваліфікувалась                      | Не кваліфікувалась                      |                                         |
| 1993                                    | Не кваліфікувалась                      | Не кваліфікувалась                      | Не кваліфікувалась                      | Не кваліфікувалась                      | Не кваліфікувалась                      | Не кваліфікувалась                      | Не кваліфікувалась                      | Не кваліфікувалась                      |                                         |
| 1995                                    | Не кваліфікувалась                      | Не кваліфікувалась                      | Не кваліфікувалась                      | Не кваліфікувалась                      | Не кваліфікувалась                      | Не кваліфікувалась                      | Не кваліфікувалась                      | Не кваліфікувалась                      |                                         |
| 1997                                    | Не кваліфікувалась                      | Не кваліфікувалась                      | Не кваліфікувалась                      | Не кваліфікувалась                      | Не кваліфікувалась                      | Не кваліфікувалась                      | Не кваліфікувалась                      | Не кваліфікувалась                      |                                         |
| 1999                                    | Не кваліфікувалась                      | Не кваліфікувалась                      | Не кваліфікувалась                      | Не кваліфікувалась                      | Не кваліфікувалась                      | Не кваліфікувалась                      | Не кваліфікувалась                      | Не кваліфікувалась                      |                                         |
| 2001                                    |                                         |                                         |                                         |                                         |                                         |                                         |                                         |                                         |                                         |
| 2003                                    |                                         |                                         |                                         |                                         |                                         |                                         |                                         |                                         |                                         |
| 2005                                    |                                         |                                         |                                         |                                         |                                         |                                         |                                         |                                         |                                         |
| 2007                                    | Груповий етап                           | -                                       | 3                                       | 0                                       | 1                                       | 2                                       | 3                                       | 6                                       |                                         |
| 2009                                    | Не кваліфікувалась                      | Не кваліфікувалась                      | Не кваліфікувалась                      | Не кваліфікувалась                      | Не кваліфікувалась                      | Не кваліфікувалась                      | Не кваліфікувалась                      | Не кваліфікувалась                      |                                         |
| 2011                                    | Не кваліфікувалась                      | Не кваліфікувалась                      | Не кваліфікувалась                      | Не кваліфікувалась                      | Не кваліфікувалась                      | Не кваліфікувалась                      | Не кваліфікувалась                      | Не кваліфікувалась                      |                                         |
| 2013                                    | Не кваліфікувалась                      | Не кваліфікувалась                      | Не кваліфікувалась                      | Не кваліфікувалась                      | Не кваліфікувалась                      | Не кваліфікувалась                      | Не кваліфікувалась                      | Не кваліфікувалась                      |                                         |
| 2015                                    | Не кваліфікувалась                      | Не кваліфікувалась                      | Не кваліфікувалась                      | Не кваліфікувалась                      | Не кваліфікувалась                      | Не кваліфікувалась                      | Не кваліфікувалась                      | Не кваліфікувалась                      |                                         |
| 2017                                    | Не кваліфікувалась                      | Не кваліфікувалась                      | Не кваліфікувалась                      | Не кваліфікувалась                      | Не кваліфікувалась                      | Не кваліфікувалась                      | Не кваліфікувалась                      | Не кваліфікувалась                      |                                         |
| 2019                                    | Не кваліфікувалась                      | Не кваліфікувалась                      | Не кваліфікувалась                      | Не кваліфікувалась                      | Не кваліфікувалась                      | Не кваліфікувалась                      | Не кваліфікувалась                      | Не кваліфікувалась                      |                                         |
| 2023                                    | Не кваліфікувалась                      | Не кваліфікувалась                      | Не кваліфікувалась                      | Не кваліфікувалась                      | Не кваліфікувалась                      | Не кваліфікувалась                      | Не кваліфікувалась                      | Не кваліфікувалась                      |                                         |
| 2025                                    | Не кваліфікувалась                      | Не кваліфікувалась                      | Не кваліфікувалась                      | Не кваліфікувалась                      | Не кваліфікувалась                      | Не кваліфікувалась                      | Не кваліфікувалась                      | Не кваліфікувалась                      |                                         |
| -                                       | Разом                                   | -                                       | 1/23                                    | 0                                       | 1                                       | 2                                       | 3                                       | 6                                       |                                         |